# Tornike Shengelia
Tornike Shengelia (georgiano:თორნიკე შენგელია) (Tbilissi, 5 de outubro de 1991) é um jogador de basquete profissional georgiano que atualmente joga pelo CSKA Moscou. O atleta possui 2,06m de altura e pesa 109Kg, jogando na posição ala-pivô.

## Ligações Externas
- Tornike Shengelia no X